# Anal bleaching
Mit Anal Bleaching (auf Deutsch etwa Analbleichung) wird die Hautaufhellung im Bereich des Anus bezeichnet.

## Methoden
Die Haut im Anal- sowie Genitalbereich ist bei vielen Personen im Vergleich zur umgebenden Haut stärker pigmentiert. Mittels Anal Bleaching soll die Haut an diesen Stellen an den helleren Farbton der restlichen Haut angeglichen werden. Dafür werden in der Regel säurehaltige oder keratolytische Cremes und Lotionen verwendet (Vitamin-A-, AHA-, Azelain-, Koji-, Ascorbinsäure; Tretinoin; Rucinol), die für die Behandlung von Sommersprossen und Pigmentstörungen verwendet werden. Durch die permanente Blockade der Tyrosinase in der Haut wird die Pigmentierung unterbunden, und die Haut wird, nach einem Regenerationszyklus der oberen Hautzellen von etwa 28 Tagen, heller und bleibt solange hell, wie die Tyrosinase weiter unterbrochen bzw. blockiert wird. Mitunter werden in den USA auch hydrochinonhaltige Stoffe wie Hydrochinon und Tretinoin in Präparaten verwendet, deren gesundheitsschädigende Wirkung umstritten ist. Nach Absetzen der Cremes hält der aufhellende Effekt nur einige Tage an, da die Melanozyten (Zellen, die für die Pigmentierung der menschlichen Haut verantwortlich sind) in der Genitalhaut Androgenrezeptoren besitzen. Das sind Rezeptoren für z. B. Testosteron und Östrogen, welche die Melanozyten aktivieren. Das Bleaching wird teilweise von Kosmetikstudios und Dermatologen angeboten, kann aber auch privat zu Hause mit der oben bezeichneten Creme durchgeführt werden. In Bezug auf die Crèmes und Lotionen ist das Anal Bleaching eine recht kostengünstige Methode. In den USA gibt es spezielle Präparate – sogar zur Anwendung zu Hause – für unter 50 Dollar. In Deutschland sind bislang keine Mittel speziell für das Anal Bleaching zugelassen.
Die Laserbehandlung kostet je nach Arzt, Hautfarbe und gewünschtem Aufhellungsgrad mehrere Hundert Euro. Die Kryotherapie kostet mehrere Tausend Euro. Derzeit gibt es nur wenige Ärzte in Deutschland, die die Aufhellung des Anus mit Laser oder Kältetherapie anbieten. Dermatologen können außerdem dunkle Pigmente durch eine Laserbehandlung zerstören.

## Verbreitung
Anal Bleaching wurde anfangs in der Pornoindustrie eingesetzt und fand von da seinen Weg in weitere Kreise der Gesellschaft. Ursprünglich war die Praxis vorwiegend in den USA verbreitet, in den 2010er-Jahren erreichte die Behandlungsmethode in Deutschland Anwenderzahlen, die Medien von einem Trend sprechen ließen.
Das Bleichen der Haut in dieser Körperregion ist vor dem Hintergrund einer stärkeren Ästhetisierung des Intimbereichs zu sehen: Durch eine zunehmende Präsenz von Nacktheit sowie einem offenen Umgang mit der Sexualität werden Schönheitsideale und soziale Normen auch dort angelegt. Die Schamhaarentfernung sowie die chirurgische Schamlippenverkleinerung, Klitorisvorhautreduktion und Intimpiercing sind Ausdruck der gleichen Gesellschaftsentwicklung. Neben dem Anal Bleaching gibt es auch das Vaginal Bleaching und Penis Bleaching.